# David Greene

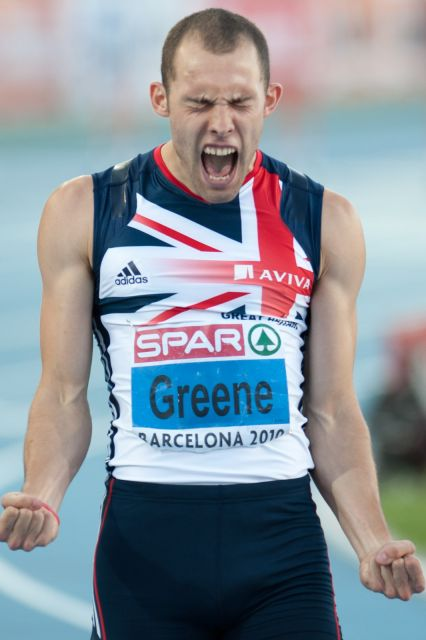
Greene viert zijn overwinning bij de Europese kampioenschappen in 2010, Barcelona.

David Thomas (Dai) Greene (Llanelli (Wales), 11 april 1986) is een Britse atleet, die bij sommige gelegenheden uitkomt voor Wales. Hij is gespecialiseerd in de 400 m horden. Op dit onderdeel werd hij wereldkampioen, Europees kampioen en kampioen van de Gemenebestspelen. Hij is ook Welsh recordhouder en na Kriss Akabusi de snelste Brit op de 400 m horden. Ook nam hij eenmaal deel aan de Olympische Spelen, maar bij die gelegenheid won hij geen medailles.

## Biografie

### Overstap naar atletiek
De professionele sportcarrière van Greene begon met voetbal. Op zijn elfde speelde hij bij Swansea City FC. Hij speelde bij dezelfde club, toen hij op zijn zeventiende of achttiende het voetbal gedag zei. Dit deed hij, omdat hij zijn plezier in het voetbal verloren had en vaak last had van blessures. Het voetbal heeft zijn vaardigheden bij het hordelopen wel goed gedaan: omdat hij een grote fan was van de linksvoetige Ryan Giggs, leerde hij zichzelf aan om meer met links te voetballen, wat van pas komt bij het passeren van de horden. In zijn voetbaljaren behaalde Greene onder zijn toenmalige coach, Darrell Maynard, al kleine atletieksuccessen; zo werd hij Welsh U13-kampioen op de 75 m horden.
Nadat Greene het voetbal had verlaten, begon zijn atletiekloopbaan internationaal van de grond te komen. Hij verhuisde naar Cardiff, waar hij onder Benke Blomqvist ging trainen. Hij wist zich in 2005 als Welsh juniorenkampioen en Brits vice-juniorenkampioen te plaatsen voor de Europese juniorenkampioenschappen. Daar steeg hij boven zich uit door zijn record van enkele weken oud te verbeteren met ruim een seconde tot 51,14 s, wat hem een zilveren medaille opleverde.

### Verdere progressie
Onder Blomqvist verbeterde David Greene zich in 2006 sterk. Hij plaatste zich met een tijd onder de 50-secondengrens (49,91) voor de Europese kampioenschappen in Göteborg. Hij werd daar derde in de series, wat niet genoeg was voor een finaleplek. Een jaar later bij de Europese kampioenschappen voor neo-senioren plaatste hij zich wel voor de finale, die hij vervolgens won met een verschil van minder dan één honderdste van een seconde van de Fransman Fadil Bellaabouss. Kort na deze overwinning verliet de coach van Greene Cardiff en verhuisde hij naar Zweden. David Greene ging op zijn beurt naar de Universiteit van Bath, waar hij ging trainen onder bondscoach Malcolm Arnold, trainer van onder andere oud-olympisch kampioenen John Akii-Bua en Jason Gardener. Deze samenwerking leverde echter het jaar erna, 2008, geen successen op. Zijn persoonlijk record verbeterde hij pas in september, met vijf honderdsten, waardoor hij de limiet voor de Olympische Spelen van Peking misliep.

### Wereldkampioenschappen in Berlijn
De misgelopen progressie van 2008 haalde Greene het jaar erna ruimschoots in. Hij stond eind 2009 negende op de wereldranglijst, terwijl hij in 2008 nog 42e stond. Hij kwalificeerde zich bij de Britse kampioenschappen, die tevens dienden als selectiewedstrijd voor de wereldkampioenschappen in Berlijn, voor dit kampioenschap door vrij eenvoudig de winst te pakken. Ook werd hij geselecteerd als lid voor de estafetteploeg op de 4 x 400 m. Uiteindelijk werd hij in Berlijn alleen in de series opgesteld. Hij kreeg wel een zilveren medaille, omdat het team zonder hem in de finale als tweede achter de Verenigde Staten eindigde. Op de 400 m horden mocht hij wel de finale lopen, na in de halve finale zijn persoonlijk record ruimschoots te hebben verbeterd tot 48,27. In die finale wist hij niet voor een verrassing te zorgen en liep met een tijd van 48,68 naar een zevende plek.

### Successen
De jaren 2010 en 2011 waren succesjaren voor Greene. De Europese kampioenschappen in Barcelona won hij met ruim acht tiende seconde verschil op de nummer twee. Bij de Continental Cup werd hij eerste door voor de eerste keer onder de 48 seconden te lopen: 47,88. Bij de Gemenebestspelen versloeg hij rivaal L.J. van Zyl en werd hij wederom eerste. Het daaropvolgende jaar lukte het hem niet om wederom onder de 48-secondengrens te duiken, maar het seizoen was voor David Greene, die liever medailles heeft dan snelle tijden, toch geslaagd. Bij de WK in Daegu kwalificeerde hij zich voor de finale. Daar versloeg hij favoriet Van Zyl en de nummer twee Javier Culson, door 48,26 te lopen, wat hem de wereldtitel opleverde. In Brussel won hij in september bij de Memorial Van Damme het klassement van de Diamond League door daar tweede te worden. Door eerdere overwinningen bleef hij met zestien punten één punt voor op Javier Culson.

### Olympische Spelen
Een knieoperatie in de winter van 2011/2012 schaadde de voorbereiding van Greene op de Olympische Spelen in zijn thuisland, waardoor hij in het begin van het seizoen niet sneller liep dan 48,96. Dit deed hij bij de Meeting International Mohammed VI d'Athlétisme. Deze tijd was wel snel genoeg om zich te kwalificeren voor de Olympische Spelen. Het lukte Greene echter wel om op tijd in vorm te raken. Bij de Meeting Areva verbeterde hij zijn persoonlijk record tot 47,84.
Bij de Olympische Spelen werd hij uitgekozen als aanvoerder van de Britse atletiekselectie. Op de Spelen van Londen behaalde met een tijd van 48,24 in de finale een vierde plaats. Een vierde plaats werd het vervolgens eveneens op de 4 x 400 m estafette. In de finale van dit onderdeel werd Greene opgesteld in plaats van Nigel Levine, die de series voor zijn rekening had genomen. Samen met Conrad Williams, Jack Green en Martyn Rooney kwam het Britse viertal tot 2.59,53, waarmee zij 0,13 seconden tekortkwamen om de als derde finishende ploeg van Trinidad en Tobago te bedreigen.

### Blessurevolle seizoenen
De start van het baanseizoen 2013 van Greene begon slecht vanwege een hernia, waaraan hij tweemaal geopereerd werd. Hij herstelde hier goed genoeg van om deel te kunnen nemen aan de kwalificatiewedstrijden voor de wereldkampioenschappen van Moskou en zich daar ook te plaatsen voor deze kampioenschappen. Na de kwalificatiewedstrijden kreeg Greene een kuitblessure, waardoor hij in aanloop van de WK niet kon hordelopen. Tot overmaat van ramp kreeg Greene drie dagen voor de series van de 400 m horden koorts. Hij kon zich bij de series als tijdsnelste plaatsen voor de halve finales, maar werd daarin uitgeschakeld met een tijd van 49,25.
David Greene kwam in de laatste maanden van het baanseizoen niet meer in actie bij wedstrijden, wederom door blessures. Ook in de winter van 2013-2014 had Greene last van blessures. Hij onderging een derde herniaoperatie en kon daardoor pas in juli 2014 zijn seizoensdebuut maken. Dit was te laat om zich direct te kwalificeren voor de Europese kampioenschappen van Zürich. Het seizoensdebuut van Greene, waar hij 49,89 liep, was voor de Britse atletiekbond overtuigend genoeg om door middel van een wildcard uiteindelijk toch toegevoegd te worden aan de selectie. Nadat hij er op de Gemenebestspelen in Glasgow niet in was geslaagd om zijn titel van vier jaar eerder te prolongeren (hij strandde reeds in zijn serie), trok hij zich echter terug voor de EK in Zürich.
David Greene heeft epilepsie, waardoor hij voorzichtig om moet gaan met onder andere alcohol en slaaptekort. Hij is woonachtig in Bath, samen met zijn vriendin Sian Davies. Greene heeft sport- en vrije tijdsmanagement gestudeerd. Zijn manager is voormalig atleet Jamie Baulch.

## Titels
- Wereldkampioen 400 m horden - 2011
- Europees kampioen 400 m horden - 2010
- Europees kampioen U23 400 m horden - 2007
- Kampioen Gemenebestspelen 400 m horden - 2010
- Brits kampioen 400 m horden - 2009, 2010
- Welsh kampioen 400 m - 2010
- Welsh kampioen 400 m horden - 2006
- Welsh indoorkampioen 400 m - 2007

## Persoonlijke records
Outdoor
| Onderdeel    | Prestatie | Datum        | Plaats      |
| ------------ | --------- | ------------ | ----------- |
| 200 m        | 21,6 s    | 13 juni 2009 | Cardiff     |
| 400 m        | 45,82 s   | 31 juli 2011 | Birmingham  |
| 400 m horden | 47,84 s   | 6 juli 2012  | Saint-Denis |

Indoor
| Onderdeel | Prestatie | Datum            | Plaats  |
| --------- | --------- | ---------------- | ------- |
| 200 m     | 22,29 s   | 17 december 2005 | Cardiff |
| 400 m     | 47,35     | 30 januari 2007  | Wenen   |
| 600 m     | 1.16,22   | 26 januari 2013  | Glasgow |

## Prestatieontwikkeling
| Jaar | Prestatie |
| ---- | --------- |
| 2005 | 51,14     |
| 2006 | 49,91     |
| 2007 | 49,58     |
| 2008 | 49,53     |
| 2009 | 48,27     |
| 2010 | 47,88     |
| 2011 | 48,20     |
| 2012 | 47,84     |
| 2013 | 48,66     |
| 2014 | 49,89     |

## Palmares

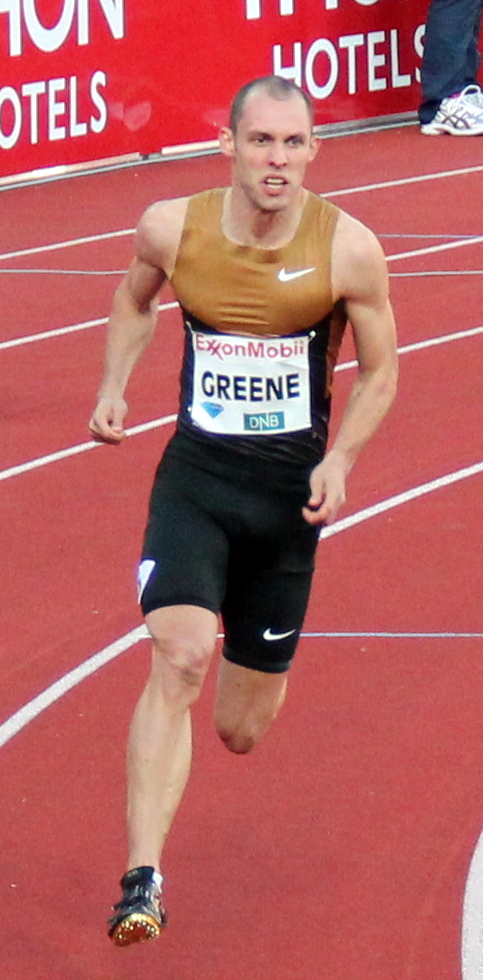
Greene bij de Bislett Games van 2012.

### 400 m
- 2011:  Britse kamp. - 45,82 s

### 400 m horden
Kampioenschappen
- 2005:  EJK - 51,14 s
- 2006:  Britse kamp. - 50,00 s
- 2006: 11e EK - 50,66 s
- 2007:  EK U23 - 49,58 s
- 2008:  Britse kamp. - 51,08 s
- 2009:  Britse kamp. - 49,07 s
- 2009:  Europese teamkamp., Super League - 49,26 s
- 2009: 7e WK - 48,68 s
- 2010:  Britse kamp. - 48,77 s
- 2010:  Gemenebestspelen - 48,52 s
- 2010:  Europese teamkamp., Super League - 49,53 s
- 2010:  EK - 48,12 s
- 2010:  Continental Cup - 47,88 s
- 2011:  Europese teamkamp., Super League - 49,21 s
- 2011:  WK - 48,26 s
- 2012: 4e OS - 48,24 s
- 2013: 12e WK - 49,25 s
- 2014: 5e in serie Gemenebestspelen - 50,36 s

Diamond League-podiumplekken
- 2010:  Bislett Games – 49,05 s
- 2010:  London Grand Prix – 49,09 s
- 2010:  Memorial Van Damme – 48,26 s
- 2011:  Eindzege Diamond League
- 2011:  Golden Gala – 48,24 s
- 2011:  Adidas Grand Prix – 49,07 s
- 2011:  Athletissima – 48,41 s
- 2011:  Aviva Birmingham Grand Prix – 48,20 s
- 2011:  Herculis – 48,43 s
- 2011:  Memorial Van Damme – 48,78 s
- 2012:  Meeting Areva – 47,84 s
- 2012:  London Grand Prix – 48,10 s

### 4 x 400 m
- 2009:  WK - 3.00,53[11]
- 2012: 4e OS - 2.59,53

1983 Edwin Moses ·
1987 Edwin Moses ·
1991 Samuel Matete ·
1993 Kevin Young ·
1995 Derrick Adkins ·
1997 Stéphane Diagana ·
1999 Fabrizio Mori ·
2001 Félix Sánchez ·
2003 Félix Sánchez ·
2005 Bershawn Jackson ·
2007 Kerron Clement ·
2009 Kerron Clement ·
2011 David Greene ·
2013 Jehue Gordon ·
2015 Nicholas Bett ·
2017 Karsten Warholm ·
2019 Karsten Warholm ·
2022 Alison dos Santos ·
2023 Karsten Warholm